# Liste der Bodendenkmale in Diepholz
In der Liste der Bodendenkmale in Diepholz sind die Bodendenkmale der niedersächsischen Gemeinde Diepholz aufgeführt. Die Quelle ist der Denkmalatlas Niedersachsen.
- Bitte beachten Sie, dass diese Liste keinen Anspruch auf Vollständigkeit erhebt.
- Die Angaben ersetzen nicht die rechtsverbindliche Auskunft der zuständigen Denkmalschutzbehörde.
- Es sind nur Daten aus dem Denkmalatlas verarbeitet.
- Der Stand der Liste ist der 25. Mai 2025.

Diepholz im Landkreis Diepholz

## Allgemein
In den Spalten finden sich folgende Informationen des Bodendenkmales:
| Lage         | geographische Koordinaten                                                           |
| Bezeichnung  | Bezeichnung lt. Denkmalatlas                                                        |
| Beschreibung | Beschreibung lt. Denkmalatlas                                                       |
| ID           | Objekt-ID                                                                           |
| Bild         | Bild, ggf. zusätzlich mit Link zu weiteren Fotos im Medienarchiv Wikimedia Commons. |

## Aschen
| Lage                        | Bezeichnung          | Beschreibung | ID       | Bild |
| --------------------------- | -------------------- | --- | -------- | ---- |
| 52° 37′ 31″ N, 8° 21′ 46″ O | Aschen 28, Grabhügel | Durchmesser ca. 14 m und Höhe ca. 1,1 m. Mitte abgeflacht und schwach eingesenkt, Rand abgesetzt. | 35606028 | BW   |
| 52° 39′ 47″ N, 8° 19′ 21″ O | Aschen 33, Umwallung | Die ehemals umwallte Fläche betrug ca. 24 Hektar. Östlich sind Wallreste bzw. Schüttungen im ehemaligen Wallbereich vorhanden, deren Alter aufgrund ihres stark vom Wallgraben unterschiedlichen Äußeren unklar ist. - Westlicher Abschnitt: Mit vorgelagertem Graben 70 m lang, 5 m breit und 0,6 m hoch. Graben oben 4 m breit und 0,4 m tief. - Östlicher Abschnitt: 89 m lang, 4 m breit und 0,2 m hoch. Graben wurde zugeschüttet und ist nur noch im westlichen Bereich erkennbar, wo er als Weg genutzt wird. | 35606098 | BW   |